# Close-up

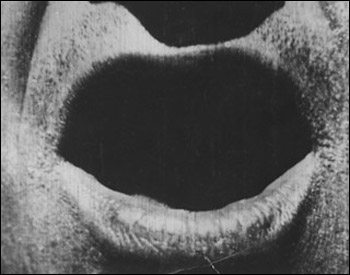
Extreme close-up uit de film The Big Swallow (1901)

Een close-up (dichtbij-opname, detailopname) is een foto- of video-opname waarbij het opgenomen object dicht bij het objectief lijkt te zijn. Vooral in soaps en vaak ook in speelfilms wordt deze techniek toegepast op personen, door het gezicht of het object van zeer dichtbij op te nemen. Dit gebeurt door het inzoomen of door de camera dichtbij te plaatsen. De close-up schept een gevoel van betrokkenheid bij de kijker, in tegenstelling tot een medium-shot of een panoramabeeld, die eerder 'objectief' of overschouwend aandoen.
Er wordt vaak gezegd dat D.W. Griffith de uitvinder is van de close-up, maar het is bekend dat een aantal filmmakers al eerder close-ups maakten. Sergio Leone is de uitvinder van de extreme close-up (een ECU of XCU). Hierbij worden alleen onderdelen zoals ogen en monden maar ook heel kleine voorwerpen in beeld gebracht.